# Gerdakāneh-ye Soflá
Gerdakāneh-ye Soflá (persiska: گردکانه سفلی, Gerdkānī-ye Soflá) är en ort i Iran.   Den ligger i provinsen Kermanshah, i den nordvästra delen av landet, 400 km väster om huvudstaden Teheran. Gerdakāneh-ye Soflá ligger 1 890 meter över havet och antalet invånare är 435.
Terrängen runt Gerdakāneh-ye Soflá är kuperad åt nordost, men åt sydväst är den platt.Runt Gerdakāneh-ye Soflá är det ganska tätbefolkat, med 72 invånare per kvadratkilometer. Närmaste större samhälle är Charmaleh-ye Pā‘īn, 15,5 km öster om Gerdakāneh-ye Soflá. Trakten runt Gerdakāneh-ye Soflá består i huvudsak av gräsmarker.